# Fußballstadion

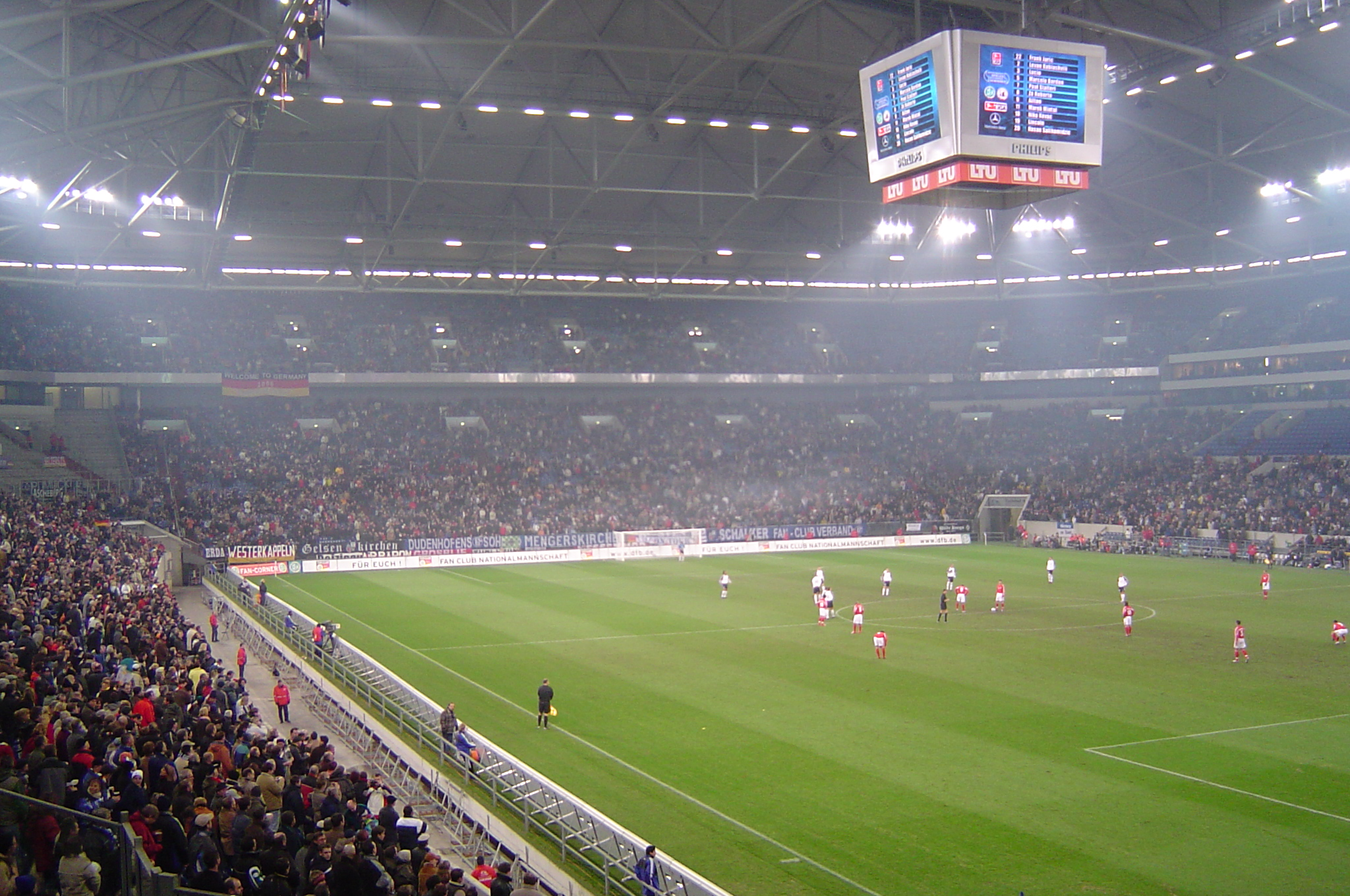
Veltins-Arena in Gelsenkirchen

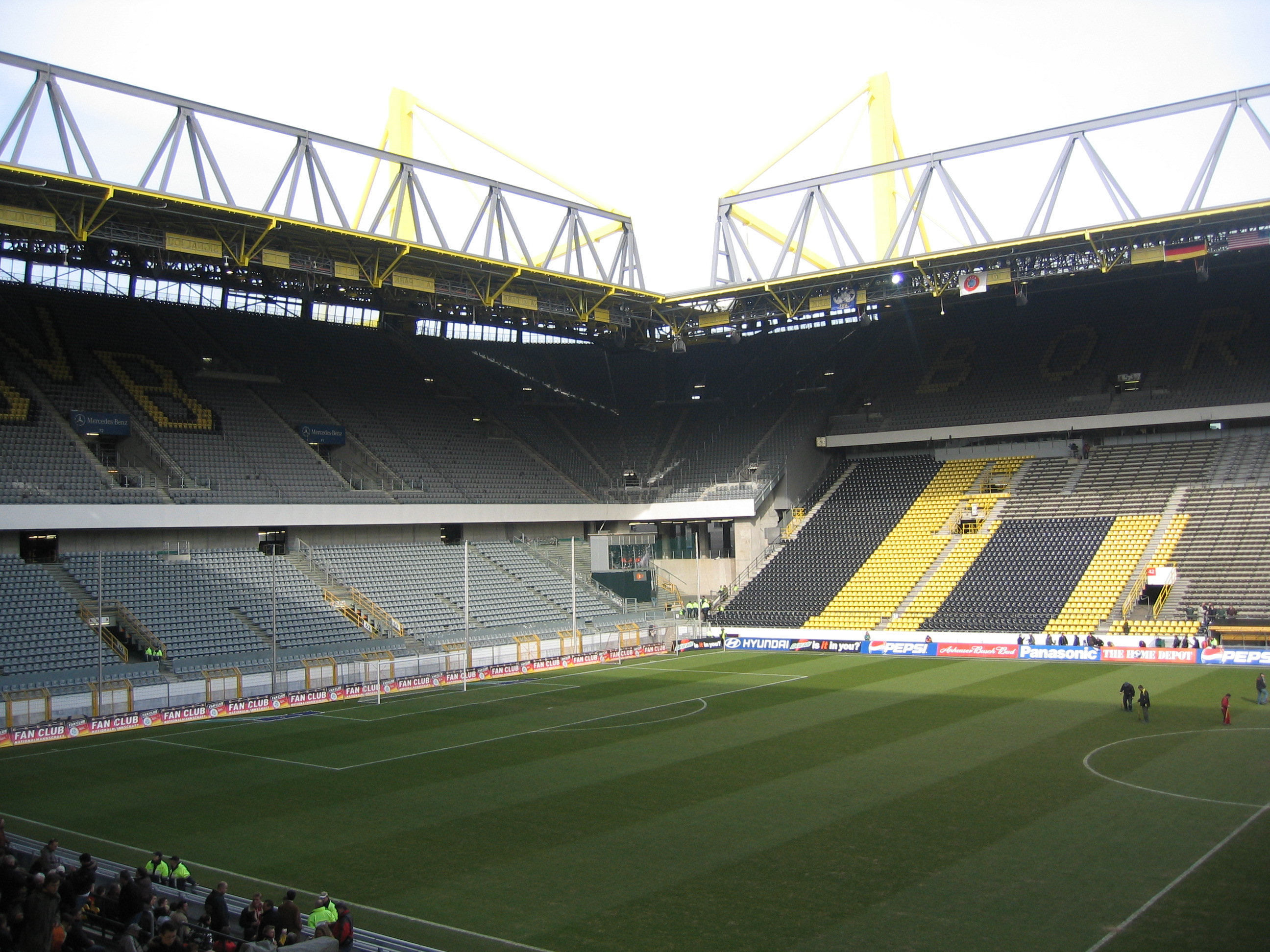
Signal Iduna Park in Dortmund – höchste Bundesligakapazität

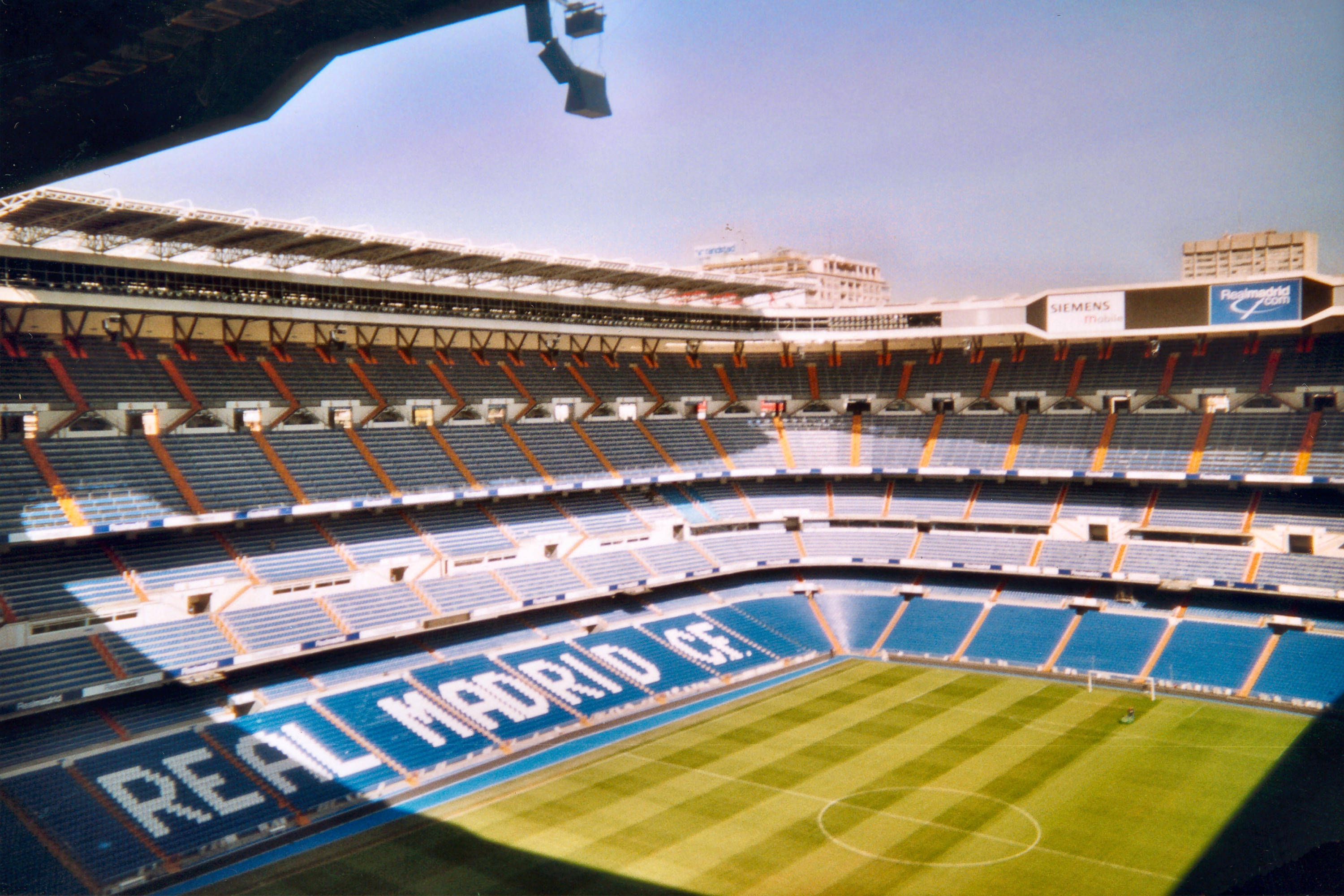
Estadio Santiago Bernabéu in Madrid

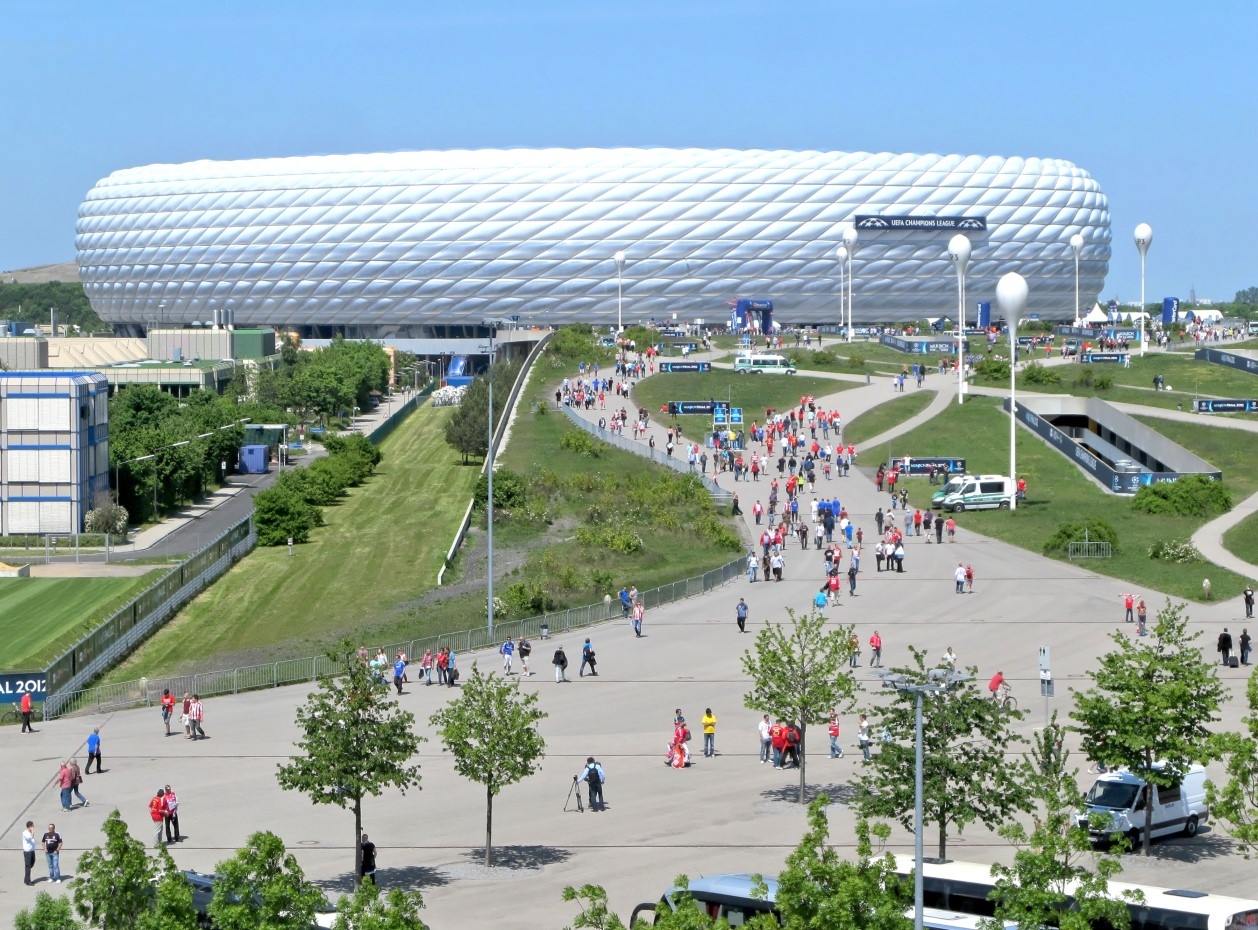
Allianz Arena in München

Als Fußballstadion wird ein Stadion bezeichnet, das in erster Linie für Fußballspiele genutzt wird.

## Stadiontypen

### Fußballstadion mit Leichtathletikanlage

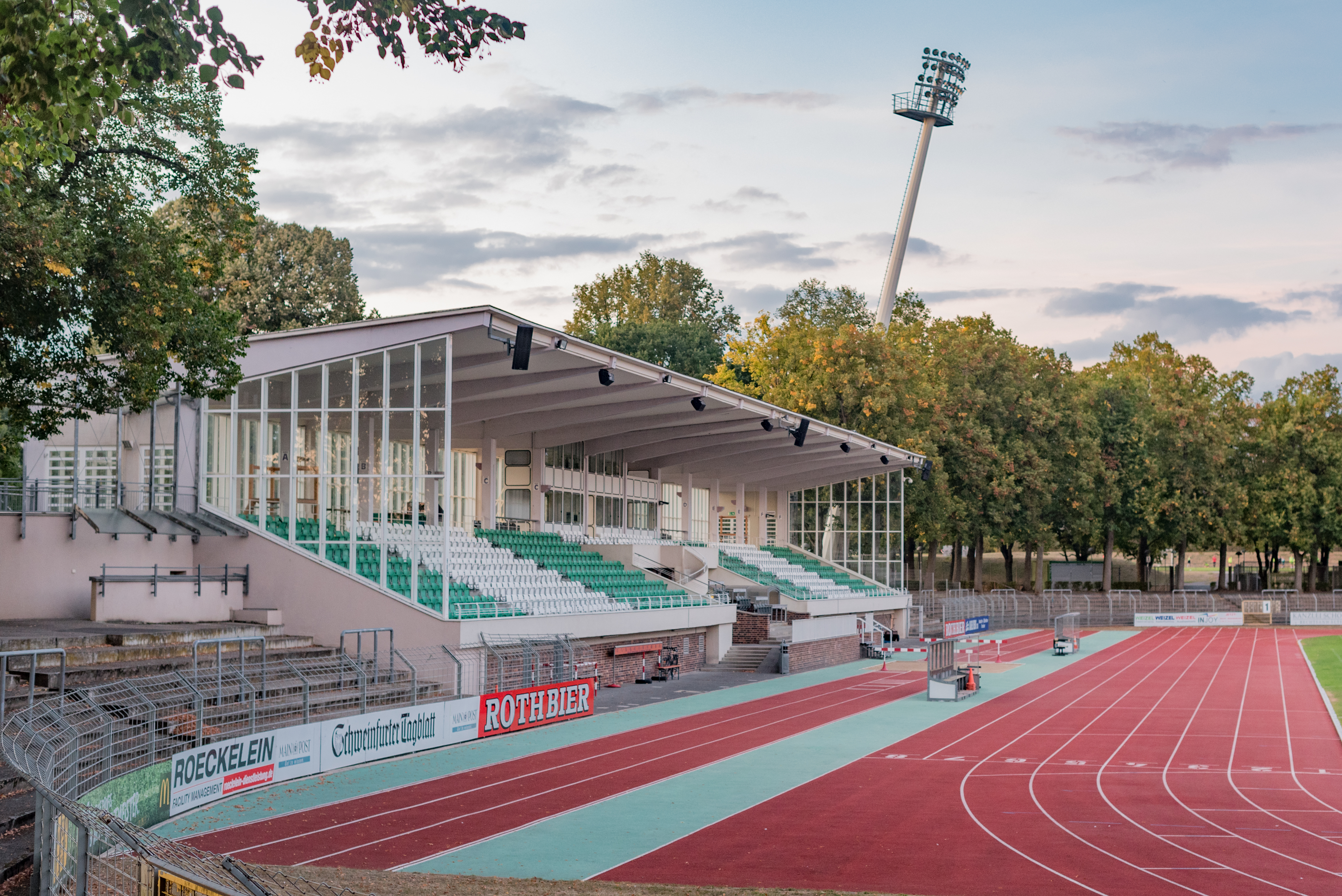
Willy-Sachs-Stadion in Schweinfurt: Fußballstadion mit integrierter Leichtathletikanlage

Ein Fußballstadion ist ein Stadion im herkömmlichen Sinn, das unter anderem dafür gebaut wurde, um darin Fußballspiele stattfinden lassen zu können. Dieses Stadion kann aber aufgrund seiner Laufbahn auch für Leichtathletik-Wettkämpfe genutzt werden. Daher sind in diesem Zusammenhang Bezeichnungen wie Leichtathletikstadion oder Leichtathletikarena nicht falsch.

### Reines Fußballstadion (Fußballarena)
Mit einem „reinen“ Fußballstadion wird ein Stadion bezeichnet, das speziell für die Durchführung von Fußballspielen konzipiert ist. In jüngerer Zeit findet dafür auch immer mehr der Begriff „Fußballarena“ bzw. nur „Arena“ Gebrauch. Von anderen Fußballstadien unterscheidet sich die Fußballarena in erster Linie durch das Nichtvorhandensein einer Laufbahn. Da die Spielfeldabmessungen bei vielen Mannschaftssportarten ähnlich sind, gibt es rein äußerlich keine nennenswerten Unterschiede zwischen einem Fußballstadion und Stadien, in denen ausschließlich Rugby oder American Football gespielt wird. Ein Beispiel dafür ist die Fußball-Weltmeisterschaft 1994 in den USA, wo viele der Begegnungen in typischen „Footballarenen“ stattfanden. Ein anderes Beispiel ist das Millennium Stadium im walisischen Cardiff, das die Heimstätte der Rugby-Nationalmannschaft Wales darstellt und während des Neubaus des Londoner Wembley-Stadions jahrelang als Austragungsort des englischen Fußball-Pokalfinales diente.

## Grundriss
In der Mitte des Stadions befindet sich das Spielfeld mit angrenzender Laufbahn bzw. Freilaufzone. Dieser Bereich, welcher in der Regel zwischen sechs und zehn Meter breit ist, beherbergt u. a. die Trainerbank sowie die Standorte für Fotografen und Kameraleute. Unmittelbar angrenzend steigen die Tribünen auf. Bei einem klassischen Stadion passt sich in der Regel der Tribünenverlauf der Laufbahn an und resultiert daher in dem für klassische Fußballstadien typischen ovalen Grundriss (Olympiastadion in München). Bei einer Fußballarena sind die Tribünen meistens ganz oder annähernd in Rechteckform um den Platz angeordnet (z. B. Estadio Santiago Bernabéu). In Südamerika dagegen besitzen viele Fußballarenen einen kreisförmigen Grundriss (z. B. Maracanã).

## Entwicklung

### Ursprünge
Die ersten Fußballstadien wurden Ende des 19. Jahrhunderts in Großbritannien gebaut. Als ältestes Fußballstadion gilt der Hampden Park in Glasgow, der am 9. Juli 1867 eingeweiht wurde. Zur damaligen Zeit waren in der Regel die Tribünen reine Stehplatztribünen und bestanden hauptsächlich aus Holz. Da aufgrund unzureichender oder fehlender Sicherheitsmaßnahmen oft mehr als die zulässige Anzahl an Zuschauern in das Stadioninnere gelangten, kam es wiederholt zu folgenschweren Unglücken, die durch die überfüllten Tribünen verursacht wurden (z. B. die Hillsborough-Katastrophe im Jahr 1989).

### Reine Sitzplatzstadien
Als Konsequenz der Zuschauerkatastrophe im englischen Sheffield (Hillsborough), die am 15. April 1989 insgesamt 96 Todesopfer und über 700 Verletzte forderte, führten dazu, dass in Großbritannien sämtliche Fußballspiele der Profiligen seitdem nur noch in reinen Sitzplatzarenen stattfinden dürfen. Weitere Länder Europas folgten dem Beispiel und schafften ebenfalls die Stehplatztribünen in den Fußballstadien ab oder reduzierten diese deutlich; nicht zuletzt auch deshalb, da sowohl die FIFA als auch die UEFA diese Vorschrift für alle internationalen Wettbewerbe übernahmen. Stadien im deutschsprachigen Raum bieten hingegen weiterhin Stehplätze bei nationalen Begegnungen an. Inzwischen wird in Großbritannien wieder über die Einführung von Stehplatzbereichen bei nationalen Spielen nachgedacht. Als Vorreiter gilt hier Celtic Glasgow; dort wurde im Celtic Park das sog. safe standing eingeführt. Hierbei kommen Variositze zum Einsatz, die dank klappbarer Sitzfläche und Reling sowohl als Sitz- als auch als Stehplatz genutzt werden können.

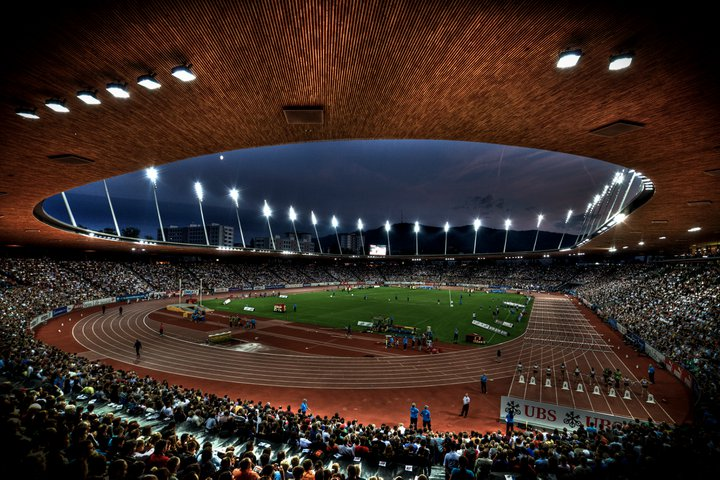
Der Letzigrund in Zürich als klassisches Mehrzweckstadion

### Mehrzweck- bzw. Leichtathletikstadien
Da viele „klassische“ Fußballstadien vorwiegend für Fußballveranstaltungen genutzt werden und sich dadurch längerfristig höhere Zuschauereinnahmen erzielen lassen als bei anderen Sportveranstaltungen, kann man heutzutage in Europa eine Entwicklung weg von den „Leichtathletikstadien“ hin zur „Fußballarena“ beobachten. Derartige Umbauten erfolgen oftmals im Vorfeld von Welt- und Europameisterschaften.

### Moderne Arenen
Mitte der 1990er Jahre wurde in Amsterdam mit der Eröffnung der Amsterdam Arena eine neue Epoche der Fußballstadien in Europa eingeleitet. Dieser Stadiontyp verkörperte den neuen Zeitgeist im Fußball, in dem sich die anhaltende Kommerzialisierung dieser Sportart widerspiegelt. Um vor allem das zahlungskräftigere Publikum anzulocken, sind zur Komfortsteigerung separate Logen vorhanden, die für einen bestimmten Zeitraum gemietet werden können. Als weitere Maßnahme zur Erhöhung der Attraktivität ist in einer Tribüne ein Restaurant integriert. Darüber hinaus besitzt das Stadion eine mobile Dachkonstruktion, mit der bei Bedarf das Spielfeld abgeschirmt werden kann. Um die Arena auch an sportfreien Tagen nutzen zu können, ist diese so konzipiert worden, dass innerhalb kurzer Zeit das Fußballstadion in eine Konzertarena umgebaut werden kann. Durch die vielseitigen Verwendungsmöglichkeiten wird sichergestellt, dass dieses Gebäude ständig eine hohe Auslastung und damit eine hohe Rentabilität besitzt. Der Rasen in modernen Arenen gilt als Schwachpunkt. Wie alle Rasen, die unter einer Dachkonstruktion wachsen, gedeiht er schlecht und muss regelmäßig erneuert werden. Grund hierfür ist hauptsächlich die mangelhafte Lichtintensität.
In den Folgejahren entstanden in Europa weitere Stadien dieser Komfortklasse. Als erste deutsche reine Fußballarenen neuerer Bauart gelten das Volksparkstadion in Hamburg, die BayArena in Leverkusen und die Veltins-Arena in Gelsenkirchen. Letztere verfügt nicht nur wie die Amsterdam Arena über ein verschließbares Dach, sondern besitzt darüber hinaus ein mobiles Spielfeld. Dieses kann in der spielfreien Zeit aus dem Gebäude gefahren werden, wodurch nicht nur der Innenraum für andere Verwendungszwecke frei wird, sondern auch dem Rasen gewissermaßen „Erholung an der frischen Luft“, kurz Regeneration, gewährt wird.

## Umbenennung des Stadions
Der Neu- oder Umbau eines Stadions ist in der Regel mit hohen wirtschaftlichen Kosten verbunden. Daher nutzen viele Stadionbetreiber ungefähr seit der Jahrtausendwende eine lukrative Einnahmequelle, indem das Stadionnamensrecht an einen Sponsor verkauft wird. Obwohl dies in vielen Fällen eine wirtschaftliche Unterhaltung des Stadions durch den Verein bzw. die Kommune erst möglich macht, stößt diese Maßnahme mitunter auf Vorbehalte oder Ablehnung der Fans. Das Hamburger Volksparkstadion trug zwischen 2001 und 2015 die Sponsorennamen AOL Arena, HSH Nordbank Arena und Imtech Arena. Im Volksmund war das Stadion aber auch zu Zeiten der gesponserten Namen weiterhin als Volksparkstadion bekannt. Mittlerweile haben fast alle Bundesligavereine den Namen ihrer Stadien vermarktet. Gegenbeispiele sind etwa das Berliner Olympiastadion, das Stadion An der Alten Försterei oder der Borussia-Park in Mönchengladbach.

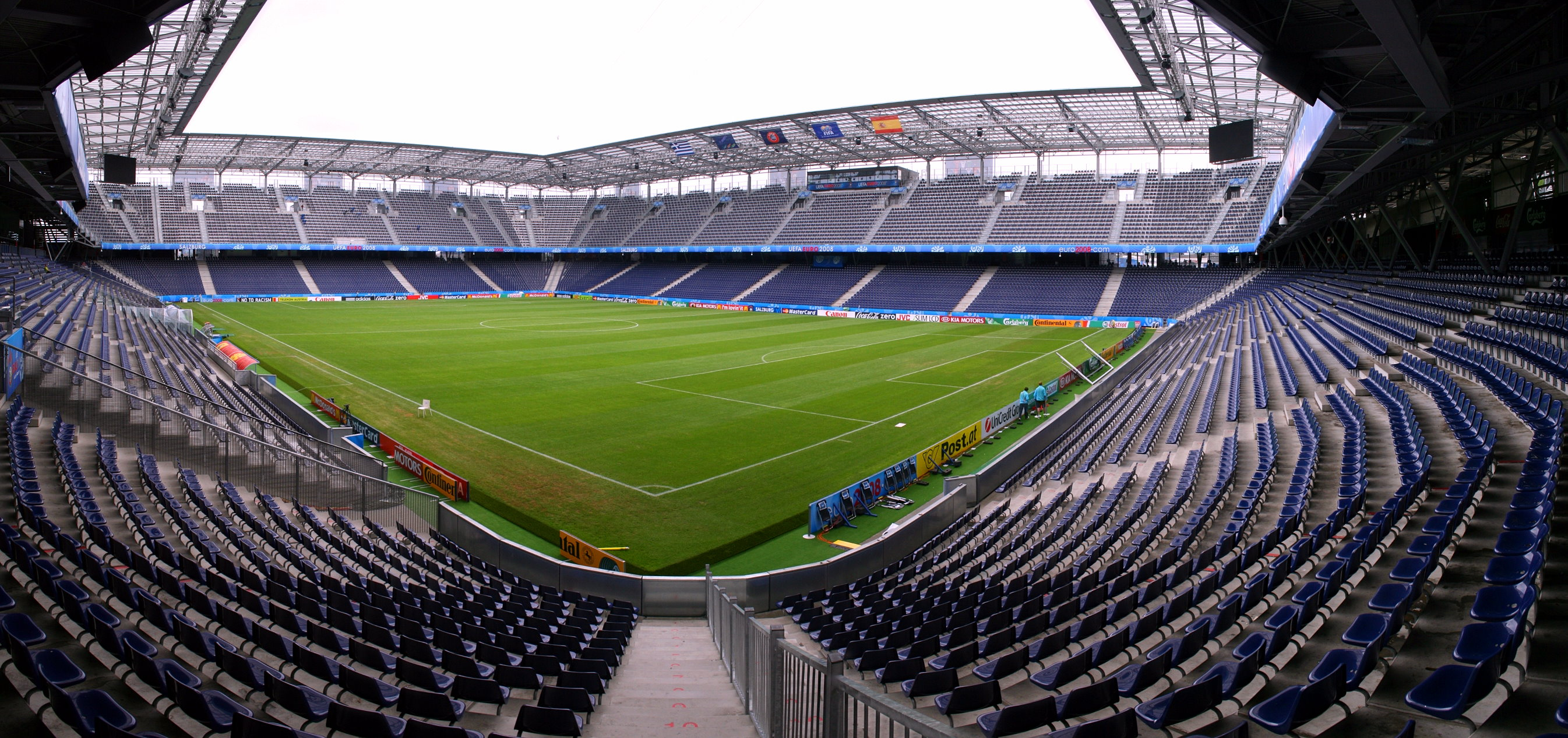
Red Bull Arena, Heimstätte des FC Red Bull Salzburg

## Größte Fußballstadien

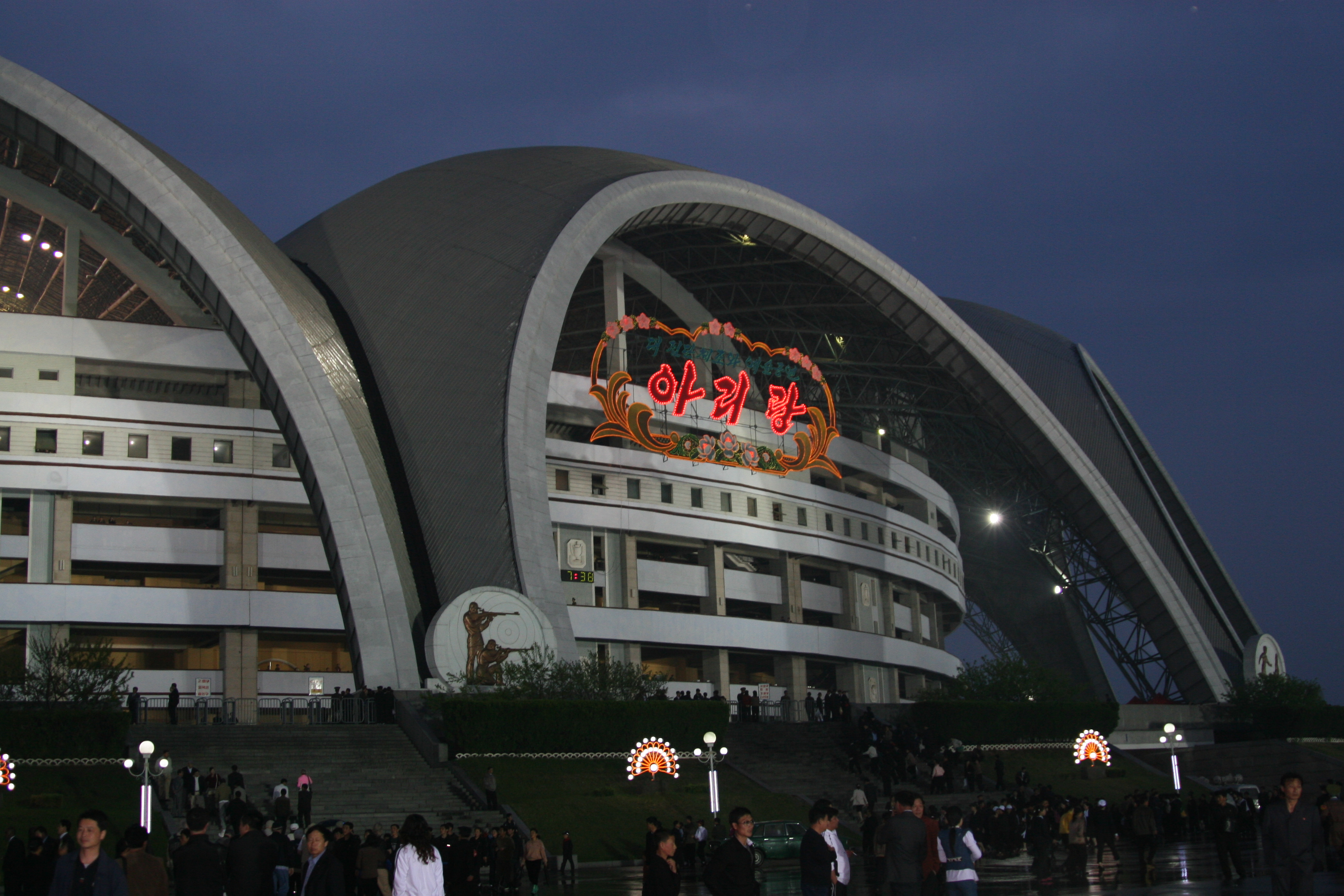
Das Stadion Erster Mai in Pjöngjang ist das größte Fußballstadion der Welt

Mit dem Strahov-Stadion in Prag (250.000 Plätze), dem Stadion Erster Mai in Pjöngjang (150.000 Sitzplätze) und dem Saltlake Stadion in Kalkutta (120.000 Sitzplätze) gelten drei Stadien im „klassischen Stil“ als die größten Stadien weltweit, in denen Fußballspiele ausgetragen werden. Unter den „reinen“ Fußballstadien ist das Aztekenstadion in Mexiko-Stadt mit 105.064 Sitzplätzen die weltweit größte Arena.
Die beiden brasilianischen Stadien von Maracanã und Morumbi, die früher allgemein als größte Fußballstadien der Welt galten, verdanken ihren Ruf in erster Linie der Tatsache, dass damals der größte Teil der Zuschauertribünen als Stehplatzbereich existierte und darüber hinaus kaum Zugangsbeschränkungen herrschten. Dadurch konnten angeblich bis zu 200.000 Zuschauer die Spiele verfolgen. Überhaupt fielen damals weltweit die Besucherzahlen bei bedeutenden Begegnungen deutlich höher aus. Auch in verschiedenen Ländern Europas kam es zuweilen vor, dass mehr als 100.000 Zuschauer einem Spiel beiwohnten. Seit Ende der 1980er Jahre aufgrund verschärfter Sicherheitsbestimmungen damit begonnen wurde, vermehrt reine Sitzplatzstadien zu bauen oder umzurüsten und die Zugangsbeschränkungen zu erhöhen, verringerte sich die Zuschauerkapazität der Stadien deutlich.

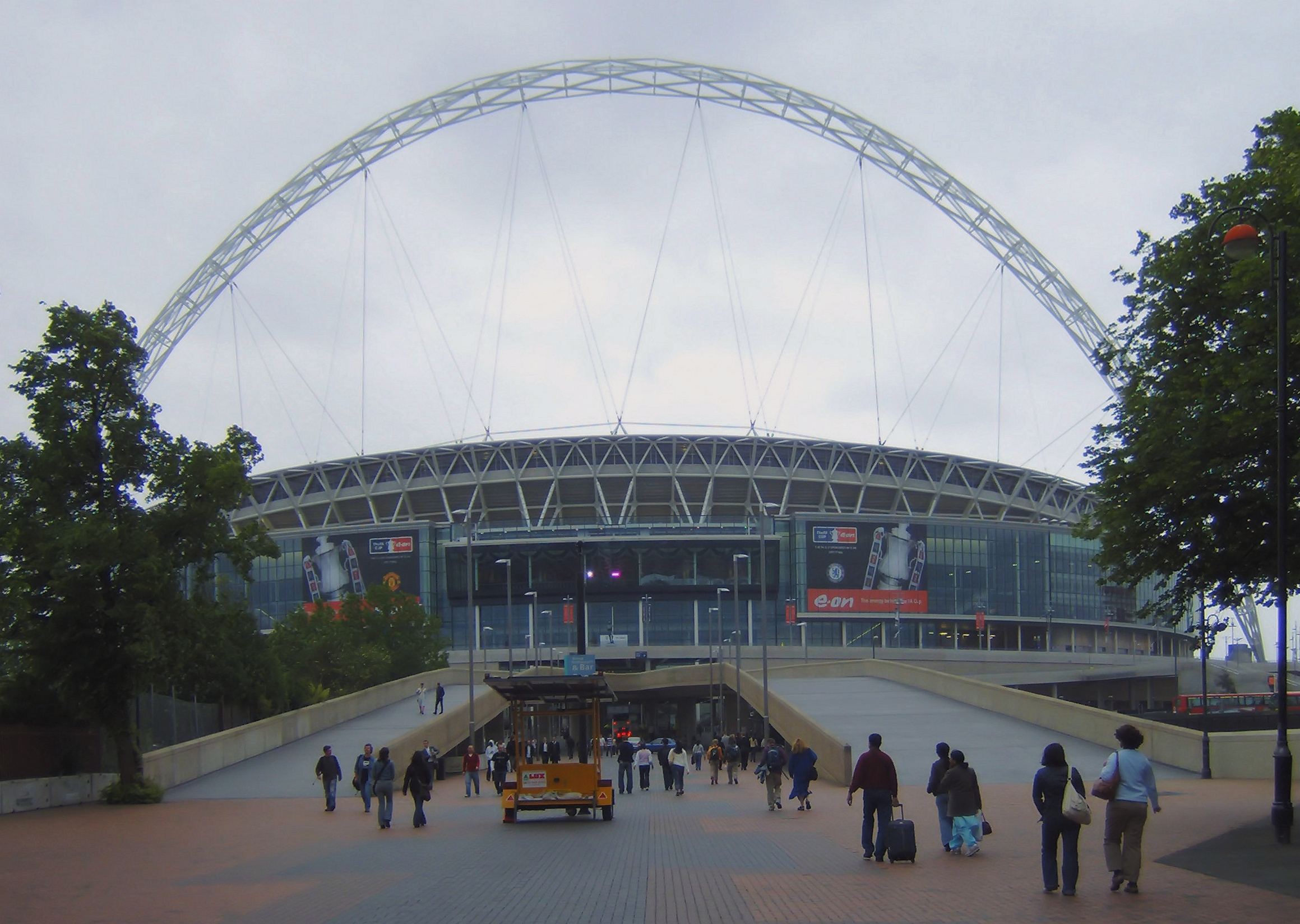
Wembley in London ist das zweitgrößte Fußballstadion Europas

Die größten Fußballstadien Europas sind das Camp Nou in Barcelona (98.000 Sitzplätze), das Wembley-Stadion in London (90.000 Sitzplätze), sowie das Luschniki in Moskau (84.864 Sitzplätze). Während die beiden erstgenannten Stadien als Fußballarenen ausschließlich für Ballspiele genutzt werden, verfügte das Moskauer Stadion aufgrund seiner Historie als ehemaliges Olympiastadion bis 2018 über eine zusätzliche Leichtathletikanlage.

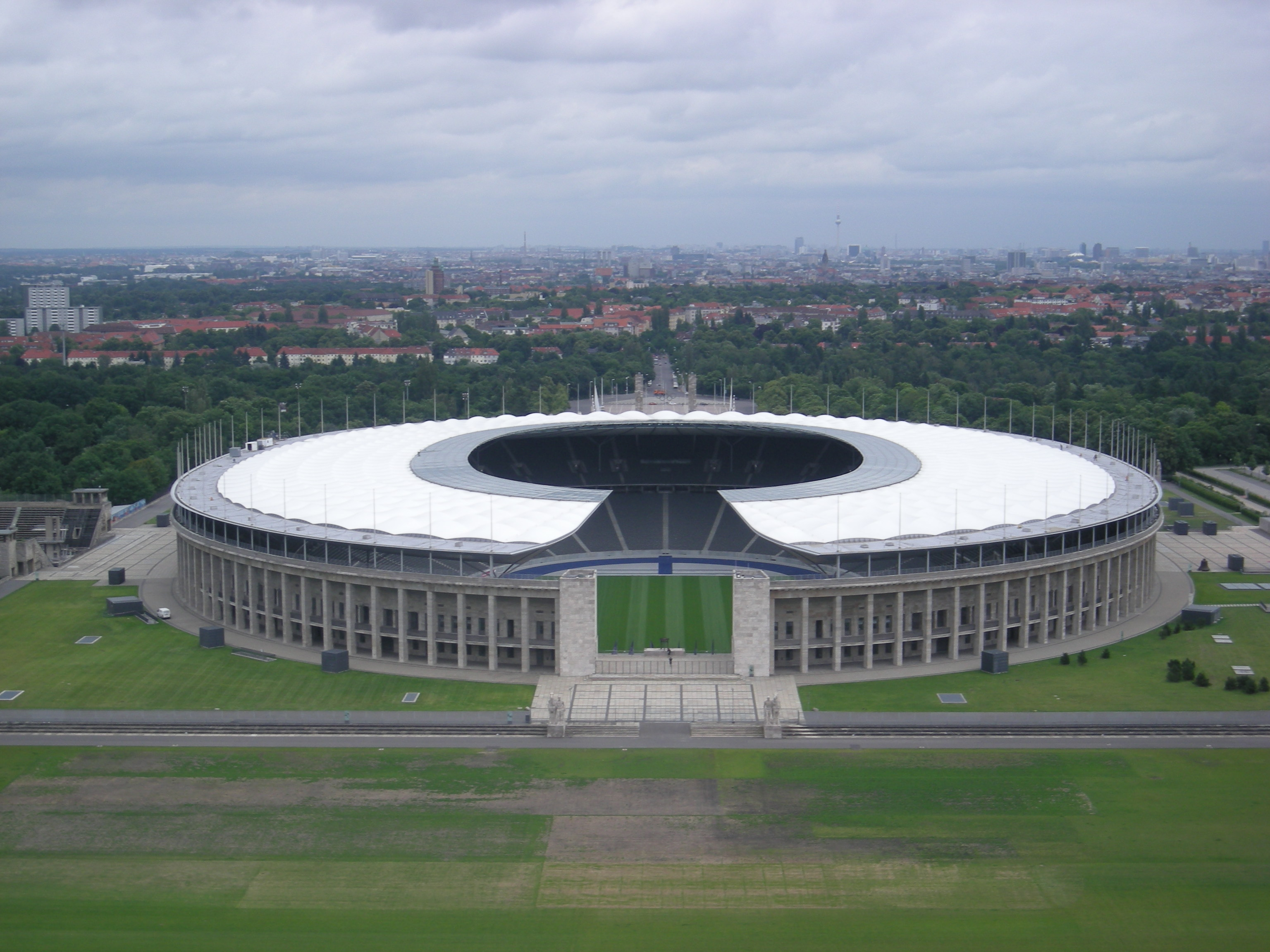
Olympiastadion Berlin – größtes Stadion bei Länderspielen in Deutschland

Einige Länder, beispielsweise Deutschland und die Schweiz, erlauben bei Fußballspielen auf nationaler Ebene Stehplätze, was eine Erhöhung der Zuschauerkapazität zur Folge hat. Das Westfalenstadion, das europaweit über den größten Stehplatzbereich verfügt, kann dadurch mit insgesamt 81.365 Plätzen von allen deutschen Stadien die höchste Anzahl an Zuschauern beherbergen.

## Sicherheitsstandards
Fußballstadien müssen heutzutage strenge Auflagen erfüllen. Damit sollen einerseits die Sicherheit der Akteure, der Zuschauer und des Personals und andererseits ein geordneter und gefahrloser Ablauf der jeweiligen Veranstaltung gewährleistet werden. Die Vorschriften dazu gelten in erster Linie dem Aufbau des Stadioninnenraumes, der Größe und Aufteilung der Zuschauerbereiche, sowie der Kontrolle der technischen Einrichtungen.

### Innenraum
Beim Stadioninnenraum werden vorrangig Sicherheitseinrichtungen zum Schutz der Spieler und Unparteiischen mit berücksichtigt. Das betrifft unter anderem Zaunanlagen zwischen Spielfeld und Zuschauerbereich und die Einrichtung von Zufahrtswegen auf das Spielfeld für Rettungspersonal.

### Zuschauerbereiche
Die Sicherheitsstandards der Zuschauerbereiche betreffen in erster Linie deren schnelle und unkomplizierte Evakuierung. Unter diesem Aspekt fällt beispielsweise die Auslegung der einzelnen Treppenaufgänge, welche die Zuschauerblöcke voneinander abgrenzen, sowie deren Ausgänge. In den meisten Ligen ist vorgeschrieben, dass es einen eigenen baulich getrennten Bereich für Fans der Gastmannschaft gibt sowie getrennte Stadionzugänge, um mögliche Auseinandersetzungen zwischen gegnerischen Fans zu verhindern.

### Rettungswege
Nach § 7 Abs. 4 Nr. 1 der Muster-Versammlungsstättenverordnung ist für Stadien in Deutschland eine Breite von 1,20 m je 600 Personen für Rettungswege verpflichtend. So hat der Rettungsdienst einen schnellen Zugang zu Verletzten.

## Technische Anlagen
Die vielfältigen technischen Anlagen (Breitbildschirmtechnik im Stadion, Public Viewing in hoher Auflösung, weltweite TV-Übertragung, drahtlose Kommunikation zwischen den Schiedsrichtern, Beleuchtung, Überwachung, Beschallung, …) müssen hinsichtlich Art, Anzahl und Funktionalität vorgeschriebene Richtlinien erfüllen. Etwa verlangt die FIFA eine Verfügbarkeit der Datennetze von 99,999 Prozent – das entspricht den Kriterien für Hochleistungsrechenzentren, schließlich kann jede Unterbrechung zu einem Verlust an Lizenz- und Werbeeinnahmen führen. Allein für die Bildübertragung schätzt die Telekom Austria, dass während der EURO 2008 insgesamt eine Datenmenge von zwei Petabyte transportiert worden ist.
Eine große Rolle spielt die Videoüberwachung. Sie hilft, Gefahren und Unruhen schnell zu erkennen, Zuschauerströme und der Verkehrsfluss können von einem Leitstand aus gelenkt werden. Die strukturierte Verkabelung ermöglicht es, Kameras in das Datennetz eines Stadions zu integrieren, sodass sie zum Beispiel mit Alarmierungs- und Signalisierungssystemen, Fernsteuerung, Server und Backup oder mit dem Informationssystem der Sicherheitskräfte verknüpft werden können.
Des Weiteren gibt es in höheren Ligen sowie in internationalen Wettbewerben strenge Vorschriften zur Ausleuchtung durch die Flutlichtanlage, um Fernsehübertragungen in höchster Qualität und Auflösungen bis 4K sicherzustellen.

## Trivia
Das höchste Fußballstadion Europas liegt im Schweizer Bergdorf Gspon auf 2008 Metern Höhe. 2008 wurde dort die Bergdorf-Europameisterschaft ausgetragen.